# Лютеранская церковь (Капошвар)
Лютеранская церковь (венг. Evangélikus templom) — лютеранская церковь в венгерском городе Капошваре. Единственная лютеранская церковь в городе, построенная в 1929 году. Является памятником архитектуры Капошвара.

## История
В начале XIX века количество лютеран в Капошваре составляло всего несколько десятков, но их число неуклонно росло, и к началу XX века они активно пропагандировали свою веру. В 1902 году на основе соглашения с местными реформатами последователи двух протестантских церквей в Капошваре образовали общую конгрегацию и лютеране стали проводить свои службы в реформатской церкви города.
Так продолжалось до 1916 года, когда лютеране основали независимую общину и арендовали собственный молитвенный дом. В результате военных действий Первой мировой войны было трудно найти в городе пустующее здание, поэтому здание бывшей пожарной части, построенное в 1891 году в конечном итоге было устроено как молитвенный дом для лютеран. В большом зале на первом этаже построили крыльцо и здесь проводили богослужения, а на втором этаже находилась квартира пастора. Торжественное открытие нового молитвенного дома состоялось 21 января 1917 года при участии епископа Белы Капи.
В мае 1925 года Генеральная ассамблея лютеран приняла решение начать строительство собственной отдельной церковь. Городские власти в западной части города выделили земельный участок, начался сбор средств на постройку сооружения. Некоторые средства пришлось занимать, но результат этих действий привёл к тому, что в 1928 году строительство церкви началось.
Это здание стало двенадцатой церковью, спроектированной профессором Технического университета Дьюла Санди. Работами руководил Геза Харсани, резьбой по камню занимался Имре Боровиц, алтарь и кафедра были подарены братьями Михаловиц. Завершенное здание было открыто 23 июня 1929 года, церемонию снова провел Бела Капи.
В 1990-х годах ко двору пристроили новую пасторальную квартиру, а старую переоборудовали в дом собраний, который был освящен в 1996 году епископом Белой Хармати.

## Архитектура здания
Церковь была возведена из красного кирпича и имеет башню с луковичным куполом. Вход в неё обращен на восток, в сторону парка. План основного корпуса церкви представляет собой греческий крест: справа находится кафедра, посередине расположен алтарь, а слева установлена детская купель.
Здание демонстрирует признаки эклектики и модерна, в то время как облицованные главные ворота и большинство проемов выполнены в неороманском стиле.